# 松原タニシのホラー学
『松原タニシのホラー学』（まつばらタニシのホラーがく）は、2019年7月20日から日テレプラスで放送されているトーク番組である。
初回シーズンは『松原タニシのホラー学〜創造するコワイ世界〜』（そうぞうするコワイせかい）のタイトルで放送している。

## 概要
2018年6月に二見書房から刊行された著書『事故物件怪談 恐い間取り』がヒット作となり、ホラー作家達からも注目を集めるようになった松原タニシが、ゲストに著名な作家を招いて名作誕生の秘話や、ホラー作品を執筆するのに必要な極意を学ぶ番組。
映画『カメラを止めるな!』でヒロイン役を演じた秋山ゆずきが、ゲストから学んだ事に関連する作品を朗読するコーナーや、ゲストの執筆部屋を本人が撮影して紹介するコーナーもあり、後日、本番組の演出が「令和元年度 ヤング映像クリエーターを励ます賞 優秀賞」を受賞する。
2020年に松原の著書が映画化（『事故物件 恐い間取り』）される事が決まり、同年5月31日にYouTube「日テレプラス Channel」の生配信番組内でスピンオフ番組『松原タニシのゾワゾワする夜』が配信されて、番組内で新企画の制作準備が進んでいる事を発表、同年8月9日から「松原タニシのいきなりホラー旅」のタイトルで新番組の放送が始まる。
続いて同年8月15日には、映画公開前の特別番組として中田秀夫監督・音楽担当のfox capture planをゲストに招いて『松原タニシのホラー学 番外編〜映画『事故物件 恐い間取り』公開記念！中田秀夫監督SP〜』が放送される。

## 出演者
- 松原タニシ

ゲスト出演者
- 創造するコワイ世界[1]
  - 秋山ゆずき
  - 1回：鈴木光司（朗読作品『リング』、『ブルーアウト』）
  - 2回：澤村伊智（朗読作品『ぼぎわんが、来る』）
- 松原タニシのゾワゾワする夜[4][注 2]
  - 伊藤遼：司会
  - 田中康弘（朗読作品『山怪』より「不死身の白鹿」[注 4]）
- 番外編〜映画『事故物件 恐い間取り』公開記念！中田秀夫監督SP〜[6]
  - 岸明日香：アシスタント
  - 中田秀夫
  - fox capture plan

## 放送時間
- 〜創造するコワイ世界〜[1]
  - 1回：2019年7月20日 23:00 - 23:50
  - 2回：2019年8月24日 23:00 - 23:50
- スピンオフYouTube版『松原タニシのゾワゾワする夜』[4][注 2]
  - 2020年5月31日 21:20 - 22:20 生配信
- 番外編〜映画『事故物件 恐い間取り』公開記念！中田秀夫監督SP〜[6]
  - 2020年8月15日 22:00 - 23:00

## スタッフ
- ナレーション：橘えみり[7]
- 構成：オグロテツロウ
- 撮影：福永遼太
- 編集：上本学、戸邉良介
- MA：原田圭吾
- 音響効果：長濱麻衣子
- タイトル：久保田亮
- イラスト：渡部美和（NEXTEP）
- ディレクター：碇真人
- 演出助手：望月杏奈（NEXTEP）
- 演出：岡本将太[8][注 1]（NEXTEP）
- プロデューサー：杉本芳樹（CS日テレ）、小林そら、御舩慧（NEXTEP）
- チーフプロデューサー：岡田泰三（CS日テレ）
- 制作協力：NEXTEP[9]
- 制作・著作：CS日テレ